# Crkva sv. Nikole (Hrašćina)
Crkva sv. Nikole  je rimokatolička crkva u općiniHrašćina, zaštićeno kulturno dobro.

## Opis dobra
Župna crkve sv. Nikole zaprema dominantan položaj na povišenju u naselju Hrašćina. Pravokutne je lađe, šireg poligonalnog zaključenog svetišta, zvonika uz sjeverno pročelje sa sjevernom i južnom kapelom. Čitavu unutrašnjost crkve prekriva ciklus zidnih oslika koje pripisuju pomoćnicima Antuna Lerchingera i zagrebačkom slikaru Antunu Archeru. U crkvi se nalazi kvalitetni barokni inventar. U povijesnim izvorima prvi put se spominje u kanonskoj vizitaciji iz 1334. g. te predstavlja sakralni objekt s očuvanim građevinskim fazama od romanike do baroka.

## Zaštita
Pod oznakom Z-2845 zavedena je kao nepokretno kulturno dobro - pojedinačno, pravnog statusa zaštićena kulturnog dobra, klasificirano kao "sakralna graditeljska baština".